# مافيا 2
مافيا 2 (بالإنجليزية: Mafia II) هي لعبة مغامرات أكشن من منظور الشخص الثالث والجزء التالي للعبة مافيا:مدينة الجنة المفقودة والتي صدرت في عالم 2002.اللعبة من تطوير استديو تو كي تشيك ومن نشر تو كي جيميز.
اللعبة تم الإعلان عنها لأول مرة في عام 2007 في مؤتمر لايبزيغ للألعاب، وصدرت اللعبة على إكس بوكس 360 وبلاي ستيشن 3 وأنظمة مايكروسوفت ويندوز في أواخر شهر أغسطس 2010.

## طريقة اللعب
اللعبة تجري أحداثها في فترة ما بين عامي 1943 و1951 في مدينة خيالية تعرف باسم إمباير باي  حيث تم اقتباس اسم المدينة من اسم مبنى إمباير ستيت، ناطحه السحاب الأطول في مدينة نيويورك. حيث تم استيحاء طابع المدينة من عدد من المدن الأمريكية المعروفة مثل سان فرانسيسكو ومدينة نيويورك وشيكاغوعندما يعود فيتو سكاليتا بطل اللعبة من الحرب العالمية الثانية وانهاء خدمته بالجيش يعمل مع المافيا الصقلية في المدينة، ثم يقبض عليه ويسجن 6 سنوات ويعود للعمل مره أخرى مع عصابة مجرمين أخرى هو وصديقه جو باربارو. حيث تمتاز اللعبة بخريطة لعب مفتوحة بالكامل تمتد إلى 10 أميال مربعة، دون أن تفرض اللعبة أية معوقات للوصول لهذه الأماكن عند بداية اللعبة، أيضا تستطيع شراء الاسلحة والملابس والطعام وإضافة البنزين إلى السيارة.
أيضا هناك ما يقارب 50 مركبة في اللعبة، بالإضافة لعدد من الأغاني الكلاسيكية المرخصة من تلك الحقبة. أيضا يشهد هذا الجزء عودة عدد من الأسلحة الموجودة في الجزء الأول، بالإضافة عدد من الأسلحة الجديدة من فترة الحرب العالمية الثانية تظهر في اللعبة لأول مرة.
التفاعل مع المجسمات في البيئة المحيطة بإمكان تنفيذه من خلال استخدام زرين اثنين للأوامر - ردة فعل اعتيادية أو ردة فعل عنيفة (مثال لذلك، عندما تسرق سيارة، فإن اللاعب بإمكانه اختيار فتح قفل باب السيارة كردة فعل اعتيادية، أو كسر زجاج النافذة مباشرة وركوب السيارة كردة فعل عنيفة). طريقة التحكم الجديدة في اللعبة ستحتوي على نظام للاختباء أثناء التصويب يسمح لك بالاختباء خلف الجدران والصناديق.

### وصلات خارجية
- مافيا 2 على موقع IMDb (الإنجليزية)